# عابدين إبراهيم
عابدين إبراهيم عبد الرحمن، حكم كرة قدم دولي سوداني سابق.
و قد حكم في كأس الخليج 1970، وقد أدار مباراة منتخب الكويت لكرة القدم ومنتخب السعودية لكرة القدم في تاريخ 28 مارس 1970، وقد حكم مباراة منتخب الكويت لكرة القدم ومنتخب البحرين لكرة القدم في تاريخ 3 ابريل 1970.